# Gastón Casas
Pour les articles homonymes, voir Casas.
Ángel Gastón Casas Jorge (né le 10 février 1978 à Buenos Aires en Argentine) est un footballeur argentin qui évoluait au poste d'attaquant.

## Biographie
Gastón Casas joue en Argentine, en Espagne et en Grèce.
Il termine meilleur buteur de la deuxième division argentine lors de la saison 1999-2000 avec le CA Huracán, inscrivant 30 buts.
Lors de son passage en Espagne, il joue 30 matchs en première division, marquant cinq buts, et 140 matchs en deuxième division, inscrivant 48 buts. Il marque 14 buts en Segunda División lors de la saison 2005-2006 avec le Recreativo de Huelva, ce qui constitue sa meilleure performance. Il joue également six matchs en Coupe de l'UEFA avec le Real Betis, pour deux buts.

## Palmarès
| Huracán - Championnat d'Argentine D2 : - Meilleur buteur : 1999-00 (30 buts). |  | Recreativo de Huelva - Championnat d'Espagne D2 (1) : - Champion : 2005-06. |